# Ruby Valley
Ruby Valley é uma área não incorporada no condado de Elko, estado do Nevada, Estados Unidos.